# Síndrome d'Ivemark
La síndrome d'Ivemark, també coneguda com a Isomerisme Auricular Dret o Asplènia amb anomalies cardiovasculars, és un exemple d'heterotàxia. Aquestes malformacions congènites es caracteritzen per defectes cardíacs i esplènics i òrgans parells, com els pulmons i els ronyons.
L'isomerisme atrial dret rep el seu nom del seu descobridor, el patòleg suec Björn Ivemark.

## Presentació
En l'isomerisme auricular dret, les dues aurícules del cor són aurícules morfològicament dretes, cosa que provoca anormalitats en el sistema venós pulmonar. A més a més, els individus amb isomerisme auricular dret presenten asplènia, malrotació de l'intestí prim i dos pulmons morfològicament drets. En comparació, els individus amb isomerisme auricular esquerre tenen dues aurícules morfològicament esquerres, polisplènia (més d'una melsa), malrotació intestinal i dos pulmons morfològicament esquerres.
La major part del casos de la Síndrome d'Ivemark presenten les característiques clíniques del defecte cardíac congènit (que pot incloure símptomes de cianosi, manca d'aire, letargia o alimentació insuficient) en el moment de néixer o al cap de pocs dies o setmanes.

## Causes
Es desconeix la causa de l'heterotàxia.
La Ivemark Syndrome Association, que es troba a Dorset (Anglaterra) és una de les organitzacions que es dediquen a l'ajuda als afectats i al finançament de la recerca.